# ميهميت دراجسها
ميهميت دراجسها (بالألبانية: Mehmet Dragusha‏) (9 أكتوبر 1977 ببريشتينا في كوسوفو - ) هو لاعب كرة قدم ألباني في مركز الوسط. شارك مع منتخب ألبانيا لكرة القدم ومنتخب كوسوفو لكرة القدم. أما مع النوادي، فقد لعب مع آينتراخت فرانكفورت وبادربورن 07 وساتشسين لايبزيغ ونادي ماريبور ونادي ماغديبورغ ونادي بريشتينا واينتراخت ترير 05 ‏ ونادي إلفرسبيرغ وFSV Braunfels ‏.

## وصلات خارجية
- ميهميت دراجسها على موقع قاعدة بيانات كرة القدم.إي يو (الإنجليزية)
- ميهميت دراجسها على موقع بيانات كرة القدم. دي إي (الألمانية)
- ميهميت دراجسها على موقع ناشيونال فوتبول تيمز (الإنجليزية)
- ميهميت دراجسها على موقع عالم كرة القدم.نت (الإنجليزية)